# ترانه جنوب
ترانه جنوب (به انگلیسی: Song of the South) فیلمی ۴۴ دقیقه‌ای به کارگردانی هاروه فوستر با بازی جیمز بسکت است.